# Steptoe (Washington)
Steptoe es un área no incorporada ubicada en el condado de Whitman en el estado estadounidense de Washington.

## Geografía
Steptoe se encuentra ubicado en las coordenadas 47°0′22″N 117°21′22″O / 47.00611, -117.35611.